# Lévignen
Lévignen ist eine französische Gemeinde mit 1.014 Einwohnern (Stand 1. Januar 2022) im Département Oise in der Region Hauts-de-France. Sie gehört zum Kanton Nanteuil-le-Haudouin im Arrondissement Senlis. 

## Lage
Die Gemeinde Lévignen liegt an der Quelle der Grivette, ein Nebenfluss des Ourcq, etwa 30 Kilometer nördlich von Meaux und 33 Kilometer östlich von Creil. Im 13,9 km² umfassenden waldreichen Gemeindegebiet von Lévignen gibt es keine oberirdischen Fließgewässer. Lévignen grenzt an die Nachbargemeinden Crépy-en-Valois im Norden, Gondreville im Nordosten, Ormoy-le-Davien im Osten, Bargny im Osten und Südosten, Betz im Südosten und Süden, Boissy-Fresnoy im Südwesten, Ormoy-Villers im Westen sowie Rouville im Westen und Nordwesten. Durch die Gemeinde führt die Route nationale 2.

## Bevölkerungsentwicklung
| Jahr                       | 1962 | 1968 | 1975 | 1982 | 1990 | 1999 | 2006 | 2013 | 2021 |
| -------------------------- | ---- | ---- | ---- | ---- | ---- | ---- | ---- | ---- | ---- |
| Einwohner                  | 335  | 340  | 413  | 641  | 652  | 770  | 848  | 922  | 1013 |
| Quellen: Cassini und INSEE |      |      |      |      |      |      |      |      |      |

## Sehenswürdigkeiten
- Kirche Saint-Aubin-Saint-Jean-Baptiste

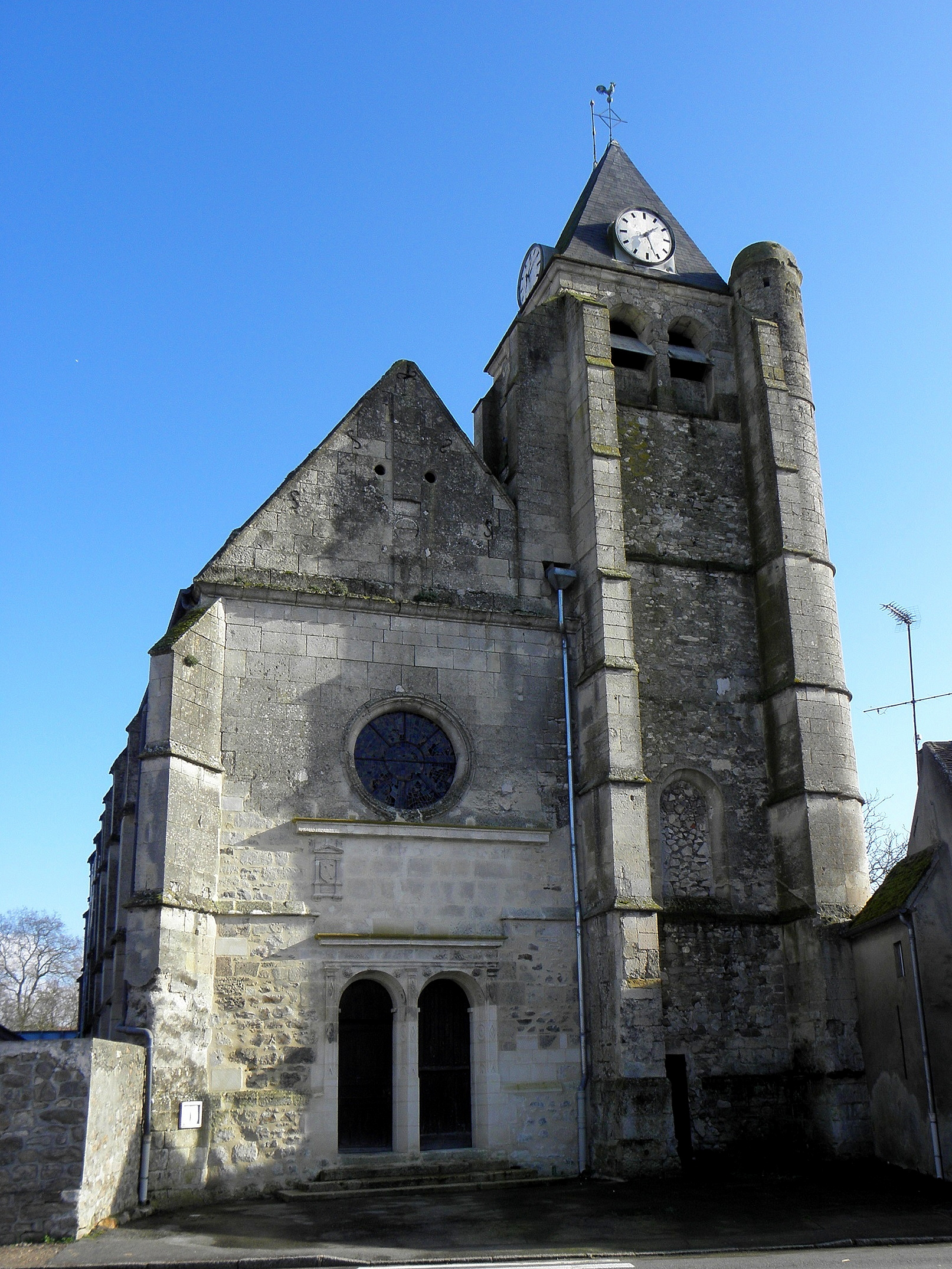
Kirche Saint-Aubin-Saint-Jean-Baptiste

## Gemeindepartnerschaft
Mit der britischen Gemeinde Crookham Village in der Grafschaft Hampshire (England) besteht eine Gemeindepartnerschaft.